# 5. marts
5. marts er dag 64 i året i den gregorianske kalender (dag 65 i skudår). Der er 301 dage tilbage af året.
Theofilus' dag. Han var biskop i Cæsarea omkring år 200.

## Begivenheder
Født - Dødsfald
- 1460 - I Ribe indgår Christian 1. overenskomst med den holstenske adel om, at Slesvig og Holsten aldrig må adskilles.
- 1461 - I England afsættes Henrik 6., der afløses af Edvard 4.
- 1695 - Regeringen påbyder magistraterne i alle større købstæder, at der skal indrettes værtshuse for de rejsende.
- 1723 - Den norske amtmand Poul Juel dømmes for majestætsforbrydelse af højeste grad. Poul Juel havde sammen med svenskerne - og i samråd med Ruslands gesandt i Danmark - lagt planer om et russisk angreb på Grønland, der også skulle medføre, at Færøerne, Island og Norge blev løsrevet fra Danmark.
- 1770 - I Boston tørner britiske tropper sammen med dele af befolkningen, senere benævnt "Bostonmassakren", som er med til at fremkalde den amerikanske uafhængighedskrig.
- 1821 - James Monroe bliver indsat i sin anden periode som præsident i USA.
- 1824 - Efter at en burmesisk hær er gået ind i Bengalen i et forsøg på at fordrive englænderne fra Indien, erklærer Storbritannien officielt krig mod Burma, i den første Burma-krig.
- 1836 - Samuel Colt producerer sin første pistol, 34-caliber "Texas" model.
- 1853 - Det amerikansk-tyske flygel- og klaverfirma Steinway & Sons grundlægges.
- 1868 - Clipsen patenteres i England af C.H. Gould.
- 1892 - København får sit første elværk, Gothersgadeværket.
- 1918 - Moskva afløser Petrograd (Skt. Petersborg) som Ruslands hovedstad.
- 1918 - Voldsom uro på arbejdsmarkedet medfører en storm på byrådssalen i Hobro.
- 1936 - Den engelske Spitfire jager på sin første testflyvning.
- 1945 - Den tyske by Köln falder til de allierede styrker.
- 1946 - Winston Churchill bruger for første gang nogensinde udtrykket 'Jerntæppet' i en tale.
- 1954 - USA’s præsident Dwight D. Eisenhower udpeger den farvede advokat Ernest Wilkins til vicearbejdsminister. Dermed har USA fået sit første farvede regeringsmedlem.
- 1955 - Elvis Presleys første TV-optræden; det sker på "Louisiana Hayride" show.
- 1970 - Traktaten om ikke-spredning af kernevåben træder i kraft.
- 1977 - Flere tusinde mennesker i Bukarest omkommer som følge af et jordskælv af styrken 7,2 på Richterskalaen.
- 1979 - Det afsløres, at NATOs generalsekretær, tidligere hollandsk udenrigsminister Joseph Luns var medlem af nazistpartiet 1933-36. Joseph Luns forklarer, at hans broder havde meldt ham ind uden hans vidende.
- 1985 - En næsten ét år lang minearbejderstrejke i Storbritannien slutter da de sidste 90.000 af i alt 189.000 minearbejdere genoptager arbejdet, uden at arbejderne opnåede deres mål.
- 1992 - Østersørådet bestående af 10 lande omkring Østersøen stiftes i København.
- 1998 - En amerikansk rumsonde i Clementine-missionen finder spor af vand ved polerne på Månen.
- 2001 - Talebanstyret i Afghanistan sprænger nogle antikke Buddha-statuer i luften trods store internationale protester.
- 2007 - Nedrivningen af Ungdomshuset på Nørrebro i København påbegyndes.

## Født
- 1133 - Henrik 2., engelsk konge (død 1189).
- 1512 - Gerardus Mercator, flamsk kartograf (død 1594).
- 1774 - Christoph Ernst Friedrich Weyse, dansk komponist (død 1842).
- 1862 - Siegbert Tarrasch, tysk skakspiller (død 1934).
- 1871 - Rosa Luxemburg, tysk revolutionær (død 1919).
- 1887 - Heitor Villa-Lobos, brasiliansk komponist (død 1959).
- 1898 - Zhou Enlai, kinesisk premierminister (død 1976).
- 1898 - Misao Okawa, japanske kvinde, var verdens ældste levende person (død 2015).
- 1908 - Rex Harrison, engelsk skuespiller (død 1990).
- 1918 - James Tobin, amerikansk økonom (død 2002).
- 1922 - Pier Paolo Pasolini, italiensk forfatter og filminstruktør (død 1975).
- 1932 - Earl Woods, amerikansk idrætsudøver (død 2006).
- 1940 - Sepp Piontek, tysk-dansk fodboldspiller og -træner.
- 1942 - Peter Laugesen, dansk digter.
- 1942 - Felipe González Márquez, spansk premierminister.
- 1944 - Peter Brandes, dansk billedkunstner (død 2025).
- 1946 - Jørgen de Mylius, dansk journalist og TV-vært.
- 1948 - Henrik Hall, dansk sanger, sangskriver og musiker (død 2011).
- 1948 - Eddy Grant, sanger og sangskriver fra Guyana.
- 1948 - Elaine Paige, engelsk sangerinde og skuespillerinde.
- 1949 - Bosse Hall Christensen, dansk trommeslager i Shu-bi-dua.
- 1957 - Bodil Alling, dansk teaterleder, -instruktør og skuespiller.
- 1958 - Andy Gibb, australsk sanger i The Bee Gees (død 1988).
- 1968 - Niels Jacob Nørgård, dansk jazzmusiker.
- 1970 - John Frusciante, Guitarist (Red Hot Chili Peppers).
- 1976 - Bo Madsen, dansk guitarist i Mew.
- 1979 - Lars Krogh Jeppesen, dansk håndboldspiller.
- 1980 - Jooks, dansk rapper.
- 1989 - Sterling Knight, amerikansk skuespiller og sanger.

## Dødsfald
- 1827 - Alessandro Volta, italiensk fysiker (født 1745).
- 1827 - Pierre-Simon Laplace, fransk matematiker og astronom (født 1749).
- 1895 - Nikolaj Leskov, russisk forfatter (født 1831).
- 1925 - Johan Jensen, dansk ingeniør og matematiker (født 1859).
- 1953 - Josef Stalin, russisk diktator (født 1878).
- 1953 - Sergei Prokofiev, russisk komponist (født 1881).
- 1961 - Kjeld Abell, dansk dramatiker (født 1901).
- 1963 - Patsy Cline, amerikansk countrysangerinde (født 1932) - flystyrt.
- 1964 - Erik Appel, dansk højskolemand og politiker (født 1880).
- 1982 - John Belushi, amerikansk skuespiller (født 1949).
- 2004 - Thorkild Bjørnvig, digter og litteraturhistoriker (født 1918).
- 2006 - Kate Fleron, dansk redaktør (født 1909).
- 2008 - Joseph Weizenbaum, tysk-amerikansk datalog (født 1923).
- 2008 - Poul Erik Søe, dansk højskoleforstander, forfatter og journalist (født 1937).
- 2013 - Hugo Chávez, venezuelansk præsident (født 1954).
- 2015 - Jim McCann, irsk sanger og guitarist fra The Dubliners (født 1944)
- 2016 - Nikolaus Harnoncourt, østrigsk dirigent og cellist (født 1929).
- 2016 - Ray Tomlinson, amerikansk programmør (født 1941).

|  | Denne datoartikel kan blive bedre, hvis der indsættes et (bedre) billede Du kan hjælpe ved at afsøge Wikimedia Commons for et passende billede eller uploade et godt billede til Wikimedia Commons iht. de tilladte licenser og indsætte det i artiklen. |